# Белое (озеро, Вытегорский район)
Белое — пресноводное озеро на территории Девятинского сельского поселения Вытегорского района Вологодской области.

## Общие сведения
Площадь озера — 0,8 км². Располагается на высоте 192,2 метров над уровнем моря.
Форма озера продолговатая: оно почти на два километра вытянуто с северо-запада на юго-восток. Берега слабо изрезанные, каменисто-песчаные.
Из юго-восточной оконечности озера вытекает безымянная протока, впадающая в Мурдозеро, из которого, в свою очередь, вытекает безымянный водоток, впадающий с правого берега в реку Андому. Последняя впадает в Онежское озеро.
В озере расположено не менее четырёх безымянных островов различной площади.
Населённые пункты и автодороги вблизи водоёма отсутствуют. На берегах Белого расположены урочища Хлямово, Дударино, Нестерово, Устехино на месте опустевших населённых пунктов.
Код объекта в государственном водном реестре — 01040100611102000019777.